# Paragus politus
Paragus politus är en tvåvingeart som beskrevs av Christian Rudolph Wilhelm Wiedemann 1830. Paragus politus ingår i släktet stäppblomflugor, och familjen blomflugor. Inga underarter finns listade i Catalogue of Life.